# 국제수문지질학회
국제수문지질학회(國際水文地質學會, International Association of Hydrogeologists, IAH)는 1956년에 설립된 국제적인 과학 교육 단체로 지하수의 연구, 관리, 보호를 증진하는 것을 목적으로 하고 135개국에 3,500여 회원을 확보하고 있으며, 영국에 본부가 있다. Hydrogeology Journal을 발간하고 WWC, GWP의 회원이고, IUGS 및 IHP와 제휴하고 있으며, 한국 지부가 있고, 회원은 고소득국가 회원, 저소득국가 회원, 학생회원, 스폰서 회원이 있다.